# Hamlet (film 1954)
Hamlet è un film del 1954 diretto ed interpretato da Kishore Sahu, basato sull'omonima tragedia scritta da Shakespeare.